# Parafia św. Marcina w Kaczkowie
Parafia św. Marcina w Kaczkowie – parafia rzymskokatolicka, znajdująca się w archidiecezji poznańskiej, w dekanacie rydzyńskim.

## Filia

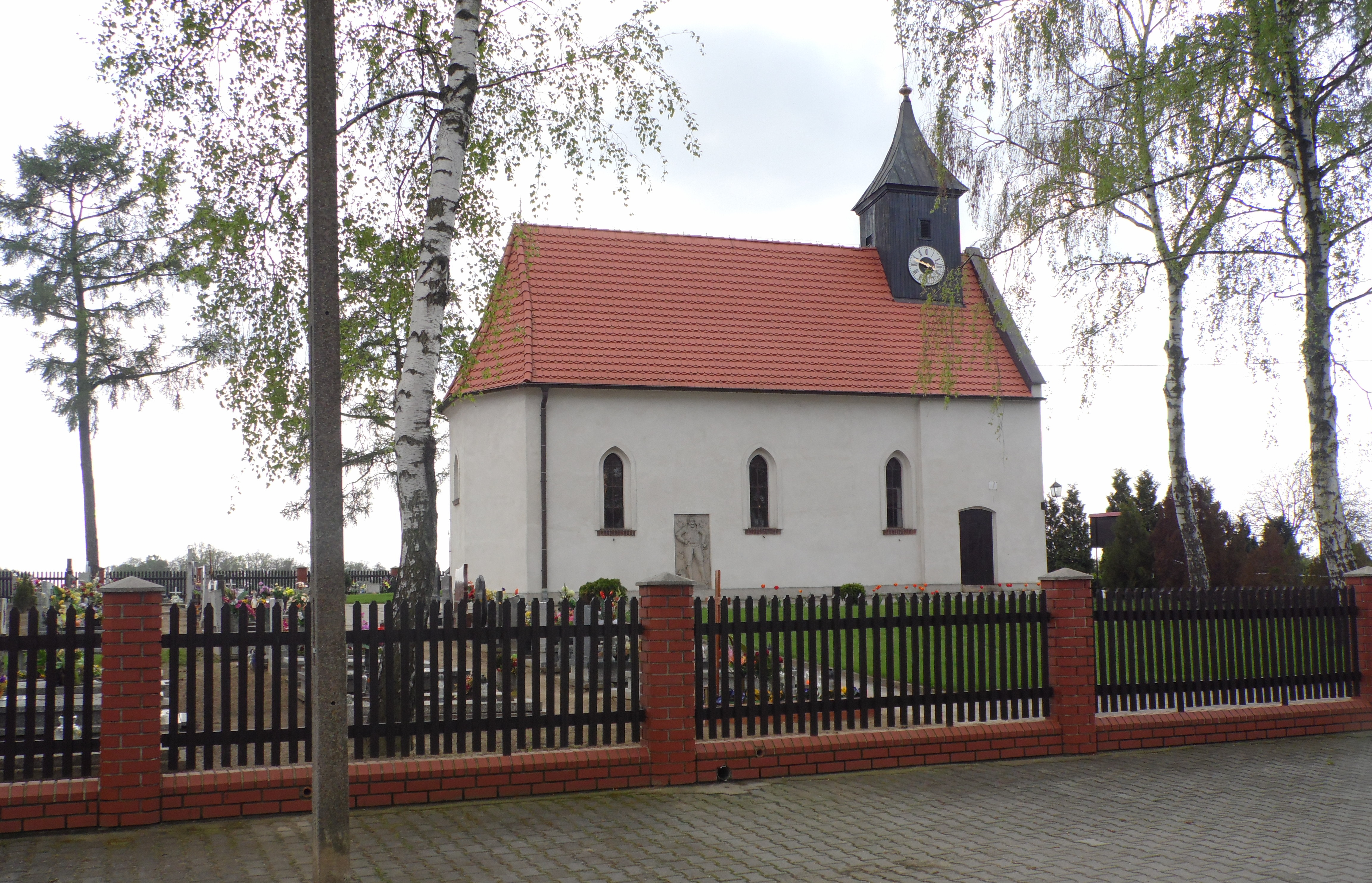
Kościół św. Mikołaja w Jabłonnie